# Wang Na (hockey sur gazon)
Pour les articles homonymes, voir Wang.
Wang Na (en chinois : 王娜) née le 5 août 1994, est une joueuse de hockey sur gazon chinoise.

## Carrière
Elle a fait partie de l'équipe nationale pour concourir aux Jeux olympiques à 2 reprises (2016 et 2020).

## Palmarès
- : 2e aux Jeux asiatiques en 2014[2].
- : 2e à Coupe d'Asie en 2017.